# Gymnastique aux Jeux africains de 1995
Navigation
Édition précédente Édition suivante
La deuxième édition de la Gymnastique aux Jeux africains est marquée par la première participation de l’Afrique du Sud  aux Jeux africains où elle s’est avérée trop forte pour ses adversaires en remportant 9 des 14 titres en jeu. En outre, les épreuves de gymnastique rythmique ont été disputées et ont donné lieu à une lutte serrée entre l'Afrique du Sud et l'Égypte.

## Gymnastique artistique

### Médaillés

#### Hommes
| Épreuve            | Or                       | Argent                 | Bronze               |
| ------------------ | ------------------------ | ---------------------- | -------------------- |
| Individuel général | Dewald Laubscher 52.550  | Anton Goleman 52.450   | Karim Othmani 51.650 |
| Saut de cheval     | Abdelwahab Mammeri 9.150 | Ahmed Farouk           | Cristian Brezeanu    |
| Cheval d'arçons    | Zoltan Erdy 9.000        | Mohamed Yacine Othmani | Zakaria Mohieldine   |
| Anneaux            | Abdelhakim Othmani 9.175 | Abdelwahab Mammeri     | Chedly Jelid         |
| Barre fixe         | Dewald Laubscher 9.362   | Raouf Abdelkarim       | Abdelkader Mecelem   |
| Barres parallèles  | Cristian Brezeanu 9.050  | Anton Goleman          | Ahmed Talaat         |
| Exercices au sol   | Karim Othmani 8.975      | Raouf Abdelkarim 8.875 | Klits Okiyo 9.100    |
| Équipes            | Afrique du Sud 159.650   | Algérie 155.050        | Égypte 151.450       |

#### Femmes
| Épreuve             | Or                           | Argent              | Bronze                   |
| ------------------- | ---------------------------- | ------------------- | ------------------------ |
| Individuel général  | Tanya Steenkampf 34.975      | Ilse Roets 34.100   | May Maaouia Hamdy 33.900 |
| Saut de cheval      | Heidi-Marie Oosthuizen 9.275 | Tanya Steenkampf    | May Maaouia Hamdy        |
| Exercices au sol    | Karen Jane Angus 8.488       | Heba El-Naggar      | Ilse Roets               |
| Poutre              | Ilse Roets 8.725             | Maha Mohamed Naguib | Tanya Steenkampf         |
| Barres asymétriques | May Maaouia Hamdy 9.475      | Ilse Roets          | Heidi-Marie Oosthuizen   |
| Équipes             | Afrique du Sud 107.275       | Égypte 103.175      | Zimbabwe 99.750          |

### Tableau des médailles
| Rang  | Nation         | Or | Argent | Bronze | Total |
| ----- | -------------- | -- | ------ | ------ | ----- |
| 1     | Afrique du Sud | 9  | 5      | 5      | 19    |
| 2     | Algérie        | 3  | 3      | 2      | 8     |
| 3     | Égypte         | 1  | 6      | 5      | 3     |
| 4     | Zimbabwe       | 1  | 0      | 1      | 2     |
| 5     | Tunisie        | 0  | 0      | 1      | 1     |
| Total | Total          | 14 | 14     | 14     | 42    |

## Gymnastique rythmique

### Médaillées
| Épreuve            | Or                                          | Argent                  | Bronze                  |
| ------------------ | ------------------------------------------- | ----------------------- | ----------------------- |
| Individuel général | Michelle Cameron 34.050                     | Lina Monir 34.000       | Andrea Shermoly 32.950  |
| Ruban              | Michelle Cameron 8.700                      | Lina Monir 8.675        | Sheryl Philips 8.375    |
| Corde              | Lina Monir 8.550                            | Marwa Abdelmoneim 8.300 | Sheryl Philips 8.150    |
| Cerceaux           | Shereen Karam 8.700                         | Andrea Shermoly 8.600   | Houayda Salama 8.475    |
| Ballon             | Houayda Salama 8.500 Michelle Cameron 8.500 |                         | Andrea Shermoly 8.325   |
| Massues            | Michelle Cameron 8.750                      | Houayda Salama 8.600    | Marwa Abdelmoneim 8.500 |
| Équipes            | Égypte                                      | Afrique du Sud          | Zimbabwe                |

### Tableau des médailles
| Rang  | Nation         | Or | Argent | Bronze | Total |
| ----- | -------------- | -- | ------ | ------ | ----- |
| 1     | Égypte         | 4  | 4      | 2      | 10    |
| 2     | Afrique du Sud | 4  | 2      | 4      | 10    |
| 3     | Zimbabwe       | 0  | 0      | 1      | 1     |
| Total | Total          | 8  | 6      | 7      | 21    |

## Source
- (en) Gymn-forum : « Résumé d’informations sur la gymnastique, volume 4 (1995-1996), du 20 au 22 septembre 1995